# Луганське вище військове авіаційне училище штурманів
Луга́нське ви́ще військо́ве авіаці́йне учи́лище шту́рманів — військовий навчальний заклад для підготовки льотного складу ВПС СРСР і України.

## Історія

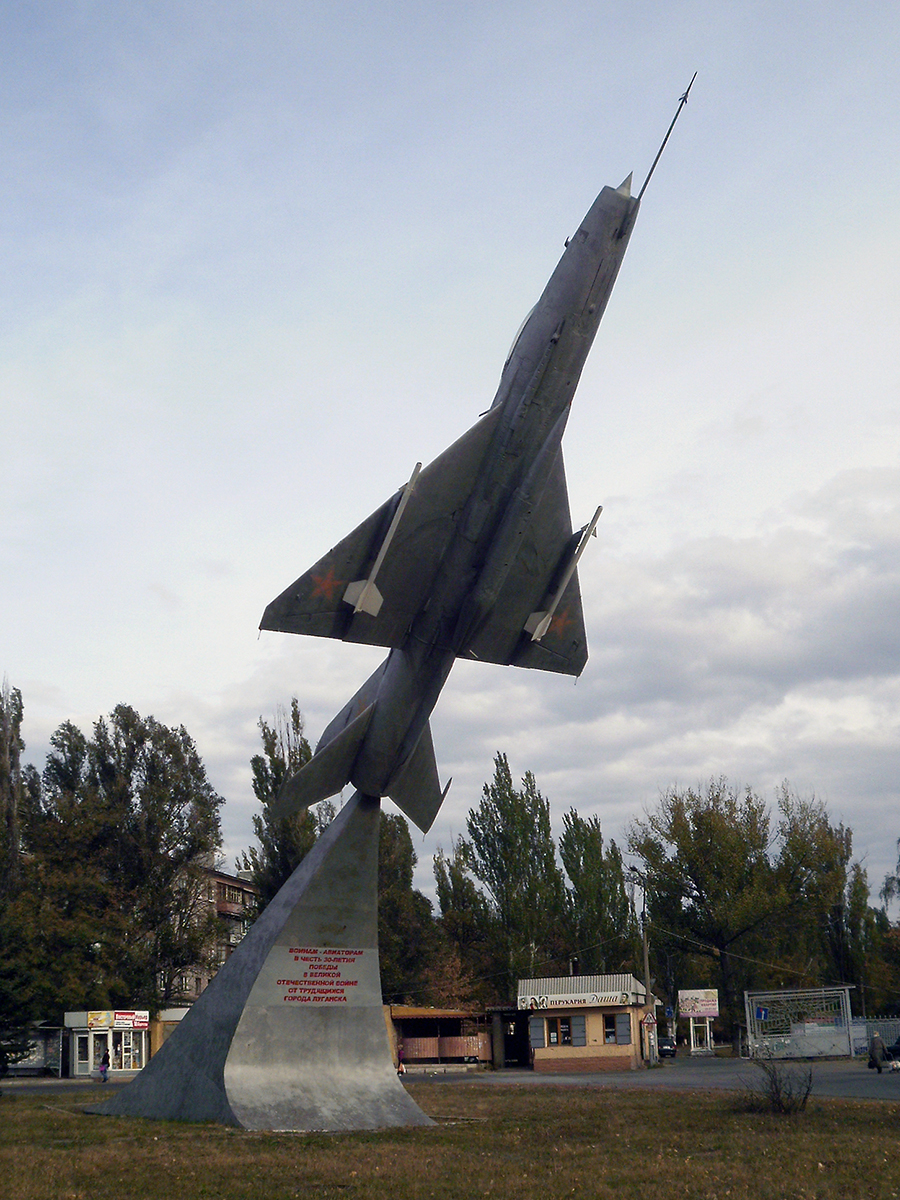
Пам'ятник випускникам Луганського вищого військового авіаційного училища штурманів ім. Пролетаріату Донбасу (ЛВВАУШ). Встановлений у Луганську в 1975. На монументі — МіГ-21Ф-13

16 жовтня 1930 року у Ворошиловграді була заснована 11-а військова школа пілотів.
16 січня 1934 року присвоєно ім'я Пролетаріату Донбасу.
У 1938 році перейменова у Ворошиловградську військову авіаційну школу.
З лютого 1941 року школа почала іменуватись Ворошиловградською військовою авіаційною школою пілотів (ВВАШП) імені Пролетаріату Донбасу.
З початком німецько-радянської війни в жовтні 1941 року перебазована в місто Уральськ (Казахстан).
У квітні 1946 року школа повернулася на колишнє місце в місто Луганськ.
1947 — школа змінила назву і стала називатися Ворошиловградською військовою школою льотчиків. У 1953 році школа перетворена у Ворошиловградське військове авіаційне училище льотчиків (ВВАУЛ). У 1960 році училище було розформоване.
9 вересня 1966 року засноване Ворошиловградське вище військове авіаційне училище штурманів. У 1969 році, за зверненням командування училища в обком КПРС, училищу, як правонаступнику Луганської військової школи пілотів, присвоєно ім'я «Пролетаріату Донбасу».
1990 року училище було перейменовано в Луганське вище військове авіаційне училище штурманів імені Пролетаріату Донбасу. На початку 1991 року училище перейшло складу ВПС України.
1993 року на базі Луганського ВВАУШ був сформований ліцей МО України, який згодом перепідпорядкували місцевій владі.
16 липня 1997 року ліцей офіційно був закритий.
До складу училища в 1992 році входило три авіаційних полки:
- 46-й навчальний авіаційний полк, Луганськ;
- 130-й навчальний авіаційний полк, Маріуполь; Донецька область;
- 228-й навчальний авіаційний полк, Багерове, Республіка Крим.

## Відомі випускники
- Береговий Георгій Тимофійович (15.04.1921 — 30.06.1995) — льотчик-космонавт СРСР, генерал-лейтенант авіації, двічі Герой Радянського Союзу.
- Гастелло Микола Францович ((6.05.1907 — 26.06194) — капітан авіації, Герой Радянського Союзу.
- Єфимов Олександр Миколайович (6.02.1923 — 31.08.2012) — маршал авіації, двічі Герой Радянського Союзу, заслужений військовий льотчик СРСР, доктор військових наук, професор.
- Димченко Петро Леонтійович ((25.11.1917 - 10.11.1942) — лейтенант авіації, Герой Радянського Союзу.
- Хрюкін Тимофій Тимофійович (21.06.1910 — 19.07.1953) — генерал-полковник авіації, двічі Герой Радянського Союзу.